# 1034
Năm 1034 là một năm trong lịch Julius.